# 埃克 (加来海峡省)
埃克（法語：Ecques，法語發音：[ɛk]）是法国上法蘭西大區加来海峡省的一个市镇，属于圣奥梅尔区。

## 地理
埃克（50°40'12"N, 2°17'10"E）面积12.59 平方千米，位于法国上法蘭西大區加来海峡省，该省份为法国北部沿海省份，西北濒北海，南至索姆省，东临北部省。
与埃克接壤的市镇（或旧市镇、城区）包括：厄兰盖姆、贝兰盖姆、基耶斯泰德、圣奥古斯坦、罗克图瓦尔、埃尔福。

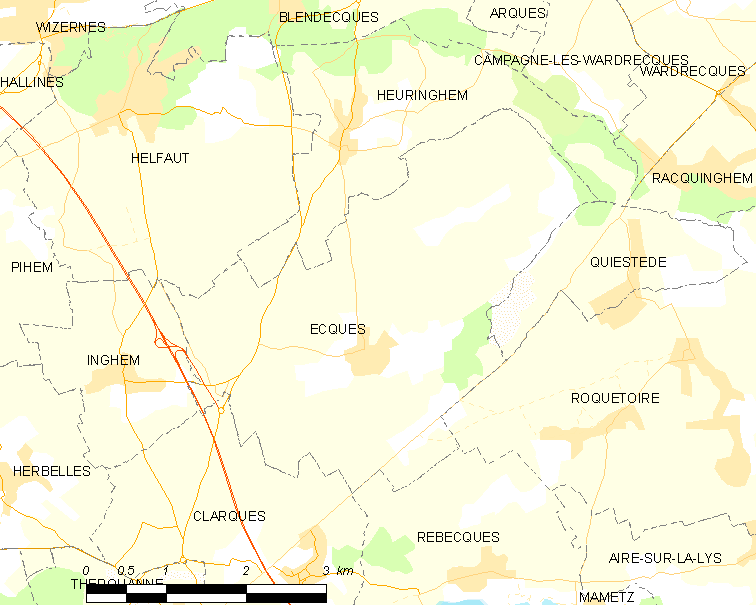
的OSM定位图

埃克的时区为UTC+01:00、UTC+02:00（夏令时）。

## 行政
埃克的邮政编码为62129，INSEE市镇编码为62288。

## 政治
埃克所属的省级选区为弗吕日县。

## 人口

1962-2008年间人口变化图示

埃克于2022年1月1日时的人口数量为2176人。